# Pimelodella serrata
Pimelodella serrata är en fiskart som beskrevs av Eigenmann, 1917. Pimelodella serrata ingår i släktet Pimelodella och familjen Heptapteridae. Inga underarter finns listade i Catalogue of Life.